# Dick Leurdijk
Dick A. Leurdijk (Winterswijk, 1944) is een Nederlands politicoloog en schrijver, die zich met internationale betrekkingen bezighoudt.
Van 1974 tot 1976 werkte Leurdijk voor het "RIO-project" van de Club van Rome en Jan Tinbergen.
Daarna werkt hij voor het Nederlands Instituut voor Vredesvraagstukken (NIVV). Deze organisatie is in 1983 opgegaan in het Nederlands Instituut voor Internationale Betrekkingen Clingendael. Dick Leurdijk is van 1983 - 2009 als onderzoeker aan Instituut Clingendael verbonden geweest.

## Publicaties
Leurdijk heeft aan een aantal boeken meegewerkt, waaronder:
- RIO, Jan Tinbergen e.a., D.A. Leurdijk (vert., red.): Naar een Rechtvaardiger Internationale Orde, een rapport aan de Club van Rome, uitg. Elsevier, Amsterdam, 1976, ISBN 90-10017281.
- Dick A. Leurdijk: Eén wereld, één toekomst: Kiezen voor delen?, uitg. Elsevier, Amsterdam/Brussel, 1976, ISBN 978-9010017291
- Dick Leurdijk: Het verband tussen ontwapening en ontwikkeling : de resultaten van een VN-studie, NIVV-reeks 33, Staatsuitgeverij, Den Haag, 1982, ISBN 90-12039398.
- PR Baehr, DA Leurdijk e.a.: Werkplaats of woordenkraam? politieke aspekten van gespecialiseerde organisaties van de Verenigde Naties, Clingendael-reeks 7, Staatsuitgeverij, Den Haag, 1984, ISBN 978-901204809-5
- Dick A. Leurdijk: The United Nations and NATO in former Yugoslavia. Partners in international cooperation, uitg. Clingendael, 1994, ISBN 9789073329041
- Dick A. Leurdijk: The United Nations And Nato In Former Yugoslavia, 1991-1996. Limits To Diplomacy And Force, 1997, ISBN 90-73329-07-8
- Dick Leurdijk, Dick Zandee: Kosovo: From Crisis to Crisis, 2001, ISBN 978-0-7546-1554-5
- Dick A. Leurdijk: UN reform and NATO transformation: the missing link,  Egmont Paper 10, 2005, ISBN 978-90-382-0861-9

Daarnaast vele artikelen, onder meer in de Internationale Spectator, Atlantisch Perpectief etc.